# Natali Flaviani
Natali Flaviani (ur. 8 października 1985) – argentyńska siatkarka, grająca na pozycji środkowej.
Jej mężem jest francuski siatkarz Guillaume Samica. W 2017 roku urodziła im się córka Justine. Po urlopie macierzyńskim brała udział w turniejach siatkówki plażowej. 
W 2020 roku podczas ligi letniej PreZero Grand Prix zorganizowany przez Polską Ligę Siatkówki reprezentowała barwy E.Leclerc Moya Radomki Radom.

## Sukcesy klubowe
Mistrzostwo Argentyny:
- 2008, 2009
- 2006, 2007

Mistrzostwo Cypru:
- 2011

Mistrzostwo Szwajcarii:
- 2012

## Sukcesy reprezentacyjne
Mistrzostwa Ameryki Południowej Juniorek:
- 2002

Puchar Panamerykański:
- 2008